# Martin Gensichen
Martin Theodor Gensichen (* 10. November 1842 in Dertzow, Landkreis Soldin/Neumark (heute polnisch Derczewo, Gmina Myślibórz); † 1927) war ein lutherischer Theologe und als Missionsdirektor langjähriger Leiter der Berliner Missionsgesellschaft.

## Leben und Wirken
Martin Gensichen wuchs im Pfarrhaus des späteren Crossener Superintendenten Friedrich Robert Gensichen auf. Er besuchte das Gymnasium im pommerschen Greifenberg (Gryfice) und studierte 1861 bis 1862 in Halle, Berlin  und Erlangen. Dort wurde er Mitglied des Hallenser, Berliner und Erlanger Wingolf.
Am 10. Februar 1867 wurde Gensichen in Kossar (polnisch: Kosierz, Gmina Dąbie) im Landkreis Crossen (Oder) zum Pfarrer ordiniert. Bis 1885 war er Geistlicher in dieser Gemeinde in Brandenburg.
Danach wechselte Gensichen nach Pommern und wurde Pfarrer in Teschendorf im Kreis Regenwalde, bis er 1888 den Ruf nach Belgard an der Persante (Białogard) als Pfarrer an der dortigen Marienkirche und Superintendent des Kirchenkreises Belgard in der Kirchenprovinz Pommern der Kirche der Altpreußischen Union erhielt.
1895 wurde Gensichen zum Direktor der Berliner Missionsgesellschaft ernannt, womit sein berufliches Leben einen völlig neuen Schwerpunkt erhielt. Er widmete sich dieser Aufgabe mit großem Engagement und Geschick und prägte in seiner 18-jährigen Amtszeit die Missionsgesellschaft entscheidend.
Hauptarbeitsgebiete waren damals China und Südafrika, die Gensichen mehrmals bereiste und „an Ort und Stelle“ seinen Einfluss geltend machte. Als lutherischer Theologe richtete er nicht nur die Missionsgesellschaft auf das lutherische Bekenntnis hin aus, sondern er war zugleich einer der führenden Lutheraner innerhalb der Preußischen Union.
Gensichen führte die Berliner Missionsgesellschaft bis zu seiner Emeritierung 1913.

## Schriften
- Hans Hugo von Kleist. Ein Lebensbild, Berlin 1892.
- Missionsarbeit hüben und drüben. Gesammelte Vorträge, Berlin 1897.
- Die jüngsten afrikanischen Missionsgebiete der Missionsgesellschaft Berlin I, Maschonaland und Deutsch-Ostafrika in Vergleichung miteinander, Berlin 1902.
- Gabe und Aufgabe der lutherischen Missionskirche Süd-Afrikas, Gütersloh 1910.
- Ein Schnitter nur … Erinnerungen aus meinem Leben, Hamburg 1915.